# Балтабеков, Асхат Кайратбекович
Асхат Кайратбекович Балтабеков (каз. Асхат Қайратбекұлы Балтабеков; род. 6 ноября 1993, Лепсы, Талды-Курганская область) — казахстанский футболист, защитник клуба «Женис» и сборной Казахстана.

## Карьера
Футбольную карьеру начал в 2013 году в составе клуба «Жетысу». 10 апреля 2013 года в дебютном матче за основу забил гол в рамках кубка Казахстана против клуба «Кыран» (1:2). Летом 2014 года на правах аренды перешёл в «Жетысу-Сункар».
В 2015 году стал игроком казахстанского клуба ЦСКА Алма-Ата.
В начале 2016 года подписал контракт с клубом «Кыран».
В 2017 году вернулся в «Жетысу». 13 марта 2021 года в матче против клуба «Кайрат» дебютировал в казахстанской Премьер-лиге. 20 марта 2021 года в матче против клуба «Туран» забил свой дебютный мяч в казахстанской Премьер-лиге.

## Достижения
«Жетысу»
- Победитель Первой лиги: 2017
- Бронзовый призёр Первой лиги: 2022

## Статистика выступлений

### Клубная карьера
| Клуб              | Сезон             | Лига | Лига | Кубки | Кубки | Еврокубки | Еврокубки | Итого | Итого |
| Клуб              | Сезон             | Игры | Голы | Игры  | Голы  | Игры      | Голы      | Игры  | Голы  |
| ----------------- | ----------------- | ---- | ---- | ----- | ----- | --------- | --------- | ----- | ----- |
| Жетысу            | 2013              | 0    | 0    | 1     | 1     | —         | —         | 1     | 1     |
| Жетысу            | 2014              | 0    | 0    | 1     | 0     | —         | —         | 1     | 0     |
| Жетысу            | Итого             | 0    | 0    | 2     | 1     | —         | —         | 2     | 1     |
| → Жетысу-Сункар   | 2014              | 10   | 2    | 0     | 0     | —         | —         | 10    | 2     |
| → Жетысу-Сункар   | Итого             | 10   | 2    | 0     | 0     | —         | —         | 10    | 2     |
| ЦСКА (Алма-Ата)   | 2015              | 15   | 1    | 2     | 0     | —         | —         | 17    | 1     |
| ЦСКА (Алма-Ата)   | Итого             | 15   | 1    | 2     | 0     | —         | —         | 17    | 1     |
| Кыран             | 2016              | 21   | 0    | 0     | 0     | —         | —         | 21    | 0     |
| Кыран             | Итого             | 21   | 0    | 0     | 0     | —         | —         | 21    | 0     |
| Жетысу            | 2017              | 14   | 2    | 4     | 0     | —         | —         | 18    | 2     |
| Жетысу            | 2018              | 0    | 0    | 1     | 0     | —         | —         | 1     | 0     |
| Жетысу            | 2020              | 0    | 0    | —     | —     | —         | —         | 0     | 0     |
| Жетысу            | 2021              | 26   | 1    | 6     | 0     | —         | —         | 32    | 1     |
| Жетысу            | 2022              | 23   | 2    | 5     | 0     | —         | —         | 28    | 2     |
| Жетысу            | 2023              | 26   | 2    | 1     | 0     | —         | —         | 27    | 2     |
| Жетысу            | 2024              | 24   | 2    | 3     | 0     | —         | —         | 27    | 2     |
| Жетысу            | Итого             | 113  | 9    | 20    | 0     | —         | —         | 133   | 9     |
| Всего за «Жетысу» | Всего за «Жетысу» | 113  | 9    | 22    | 1     | —         | —         | 135   | 10    |
| → Жетысу Б        | 2018              | 29   | 5    | —     | —     | —         | —         | 29    | 5     |
| → Жетысу Б        | 2019              | 16   | 3    | —     | —     | —         | —         | 16    | 3     |
| → Жетысу Б        | 2020              | 12   | 1    | —     | —     | —         | —         | 12    | 1     |
| → Жетысу Б        | Итого             | 57   | 9    | —     | —     | —         | —         | 57    | 9     |
| → Жетысу М        | 2022              | 1    | 0    | —     | —     | —         | —         | 1     | 0     |
| → Жетысу М        | Итого             | 1    | 0    | —     | —     | —         | —         | 1     | 0     |
| Всего за карьеру  | Всего за карьеру  | 193  | 19   | 21    | 1     | —         | —         | 214   | 20    |

### Выступления за сборную
| Сборная   | Год   | Отборочные матчи ЧМ | Отборочные матчи ЧМ | Отборочные матчи ЧЕ | Отборочные матчи ЧЕ | Лига наций УЕФА | Лига наций УЕФА | Товарищеские матчи | Товарищеские матчи | Итого | Итого |
| Сборная   | Год   | Игры                | Голы                | Игры                | Голы                | Игры            | Голы            | Игры               | Голы               | Игры  | Голы  |
| --------- | ----- | ------------------- | ------------------- | ------------------- | ------------------- | --------------- | --------------- | ------------------ | ------------------ | ----- | ----- |
| Казахстан | 2024  | −                   | −                   | −                   | −                   | 1               | 0               | −                  | −                  | 1     | 0     |
| Итого     | Итого | −                   | −                   | −                   | −                   | 1               | 0               | −                  | −                  | 1     | 0     |